# Iranolacerta brandtii
Iranolacerta brandtii là một loài thằn lằn trong họ Lacertidae. Loài này được De Filippi mô tả khoa học đầu tiên năm 1863.